# Marek Pfützner
Marek Lesław Pfützner (ur. 19 maja 1959 w Zabrzu) – polski fizyk doświadczalny, profesor nauk fizycznych, nauczyciel akademicki Uniwersytetu Warszawskiego, członek rzeczywisty Polskiej Akademii Nauk.

## Życiorys
Jest absolwentem Liceum im. Władysława IV w Warszawie. W 1978 podjął studia na Uniwersytecie Warszawskim zakończone uzyskaniem dyplomu magistra z wyróżnieniem w 1983. Od tego roku pracuje w Instytucie Fizyki Doświadczalnej UW. W 1989 na podstawie pracy pt. Badanie efektów wyższego rzędu towarzyszących jądrowemu wychwytowi elektronu w przemianach wzbronionych obronił doktorat z fizyki, zrealizowany pod opieką prof. Jana Żylicza. Po doktoracie odbył dwa dwuletnie staże naukowe, w Ośrodku Badań Ciężkojonowych GSI w Darmstadt oraz w ośrodku GANIL w Caen, we Francji.
W 2003 „za doświadczalne potwierdzenie istnienia nowego rodzaju promieniotwórczości – rozpadu dwuprotonowego” otrzymał nagrodę Fundacji na rzecz Nauki Polskiej. W 2004 na podstawie pracy pt. Badanie nuklidów dalekich od stabilności wytwarzanych metodą fragmentacji jąder-pocisków uzyskał habilitację. W 2010 otrzymał od ówczesnego Marszałka Sejmu RP Bronisława Komorowskiego tytuł profesora nauk fizycznych. W tym samym roku został członkiem korespondentem PAN, od 2022 jest członkiem rzeczywistym tej instytucji. Obecnie jest kierownikiem Zakładu Fizyki Jądrowej w Instytucie Fizyki Doświadczalnej UW.